# 马楚鲁库托登陆

马楚鲁库托所在的佩德罗古亚尔市的地图

马楚鲁库托登陆（西班牙語：Desembarco de Machurucuto）是一场发生在委内瑞拉陆军和国民警卫队与受古巴训练的游击队之间的战斗。
1967年5月8日，一支由约12名游击队员（包括4名古巴人和8名委内瑞拉人）组成的小队在靠近马楚鲁库托这个海滨小镇的地区登陆，其中一人在行动中溺水身亡。委内瑞拉当局于5月10日晚与其中3名游击队员交火，战斗持续到5月11日，1人被击毙，2人被俘。其余8人则与安第斯山脉中的革命左翼运动游击队会合，该游击队正试图推翻时任总统勞爾·萊昂尼领导的政府。